# Будівлі Парламенту Британської Колумбії
Будівлі Парламенту Британської Колумбії (англ. British Columbia Parliament Buildings) знаходяться в місті Вікторія у провінції Британська Колумбія, Канада. У них засідають Законодавчі збори Британської Колумбії.
Необарокові споруди розташовані на південь від Беллевілл-стріт навпроти гавані Вікторія й діагонально навпроти The Empress Hotel.

## Історія

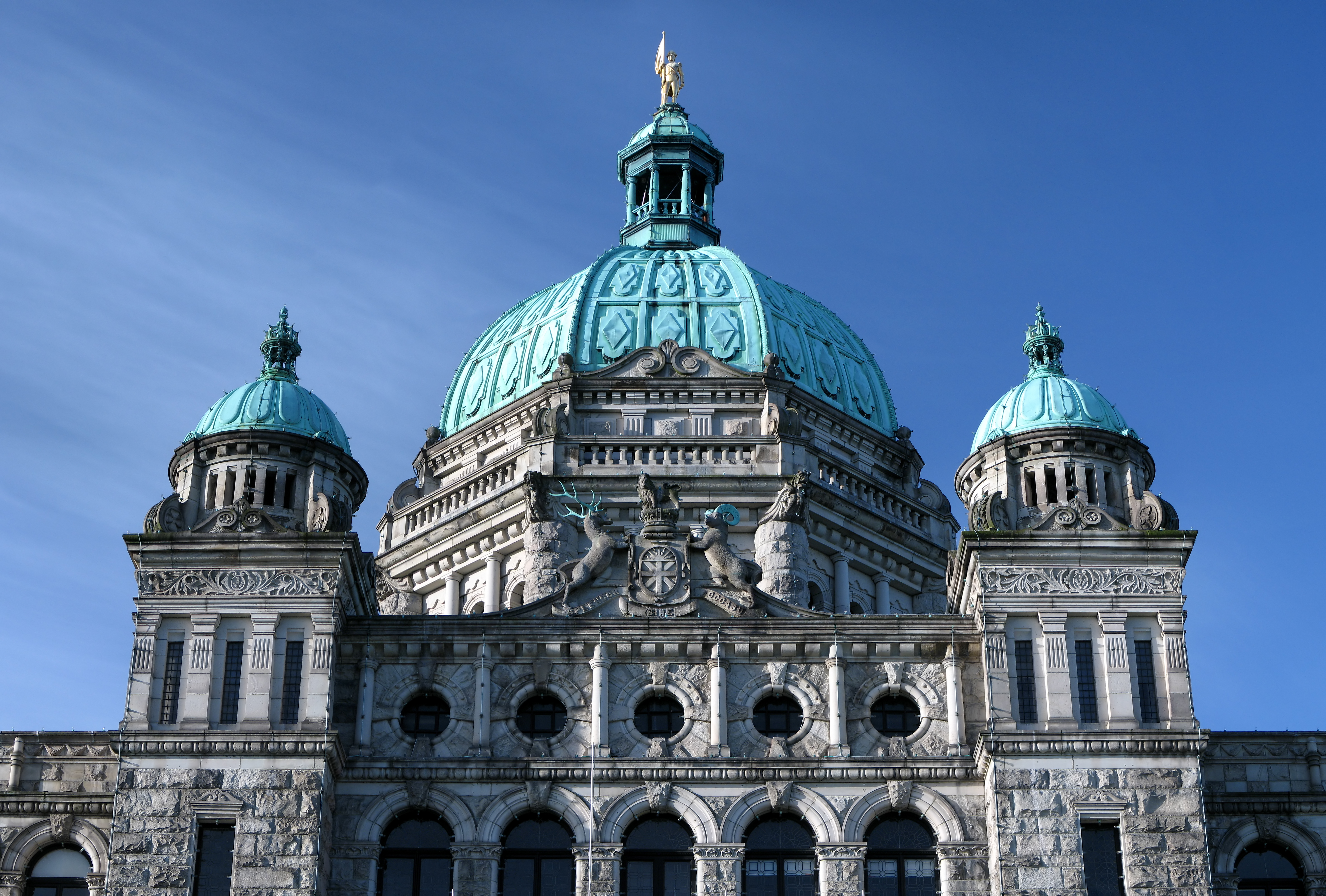
Верхня частина центрального фасаду

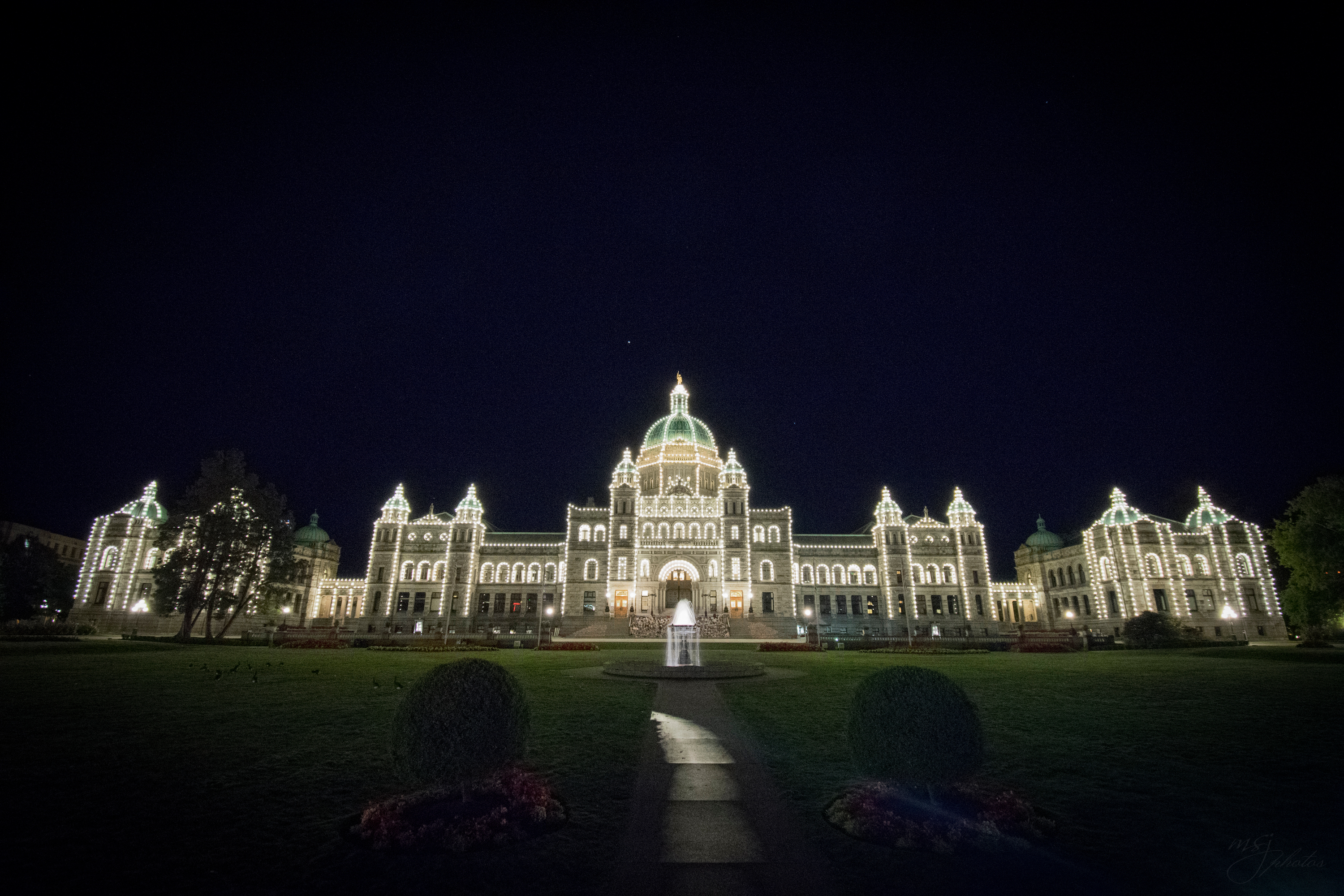
Парламент уночі із підсвіткою

З 1856 по 1860 рік засідання Легіслатури колонії Ванкувер проводилися у Форт Вікторія. У 1860—1898 роках засідання проводилися в Леджіслейтів-голл, також відомому як двір Законодавчої ради — двоповерховій дерев'яній будівлі, біля якої були ще чотири дерев'яні адміністративні споруди (земельне, колоніальне управління, Верховний суд, казначейство), відомі як «Пташині клітки» за свою форму. Будівлі згоріли в 1957 році.

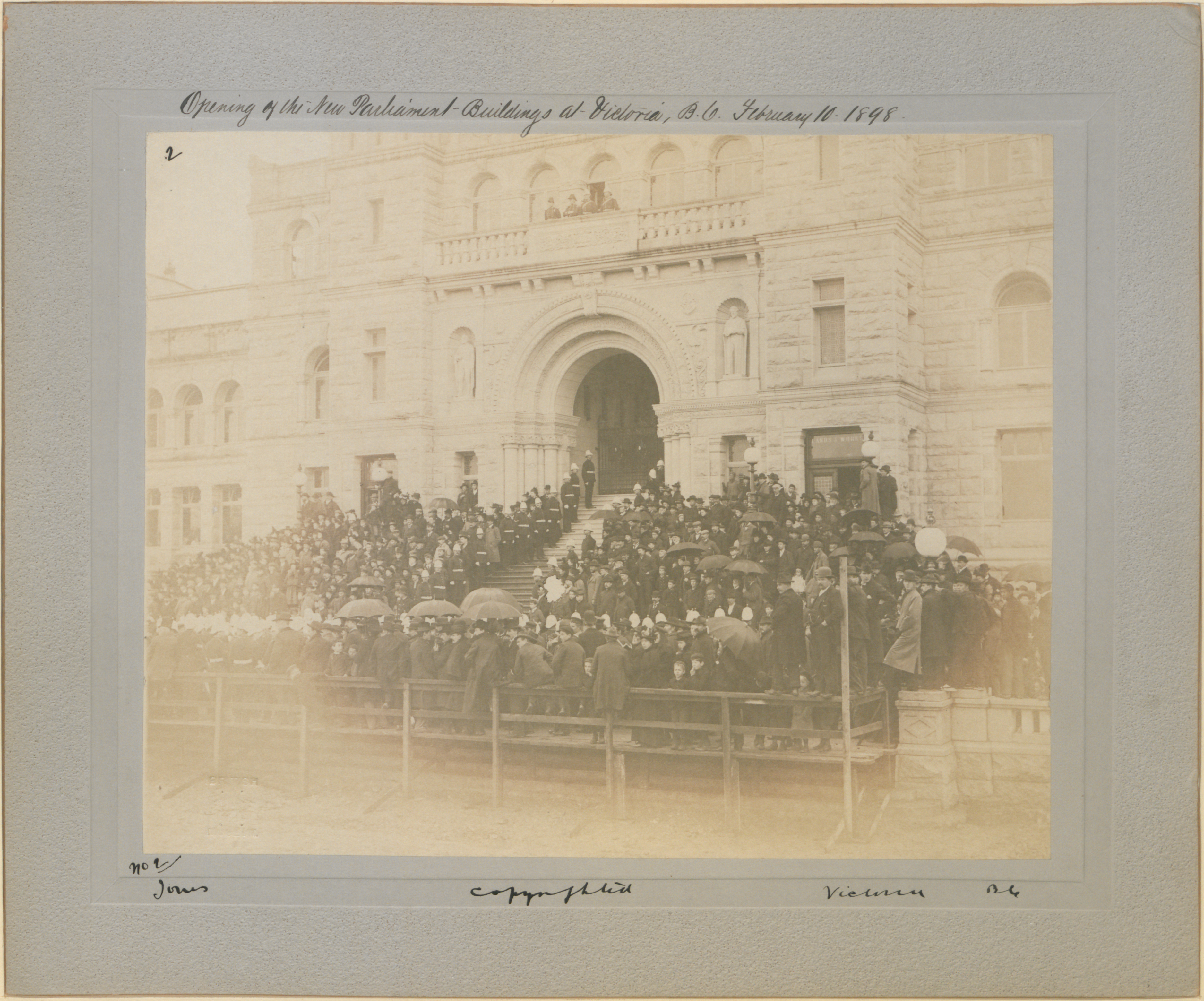
Відкриття будівель. 10 лютого 1898 року

Будівництво нової парламентської будівлі розпочалося 1893 року відповідно до акту провінційної легіслатури (Акт про будівництво парламентських будівель). Влада провінції, прагнучи відзначити своє економічне, політичне й соціальне зростання, взяла участь в архітектурному конкурсі, перемога в якому забезпечила б фінансування будівництва нової законодавчої будівлі; до того ж, «Пташині клітки» відзначалися протягами у сиру погоду й тому не були достатньо придатні для роботи в них. 25-річний Френсіс Раттенбері, іммігрант з Англії, що нещодавно прибув до Британської Колумбії, подав на конкурс власні креслення, підписані псевдонімом «A B.C. Architect». Він пройшов до другого раунду і для нього підписав свій проєкт «For Queen and Province» (Для королеви й провінції), а згодом здобув у ньому перемогу.

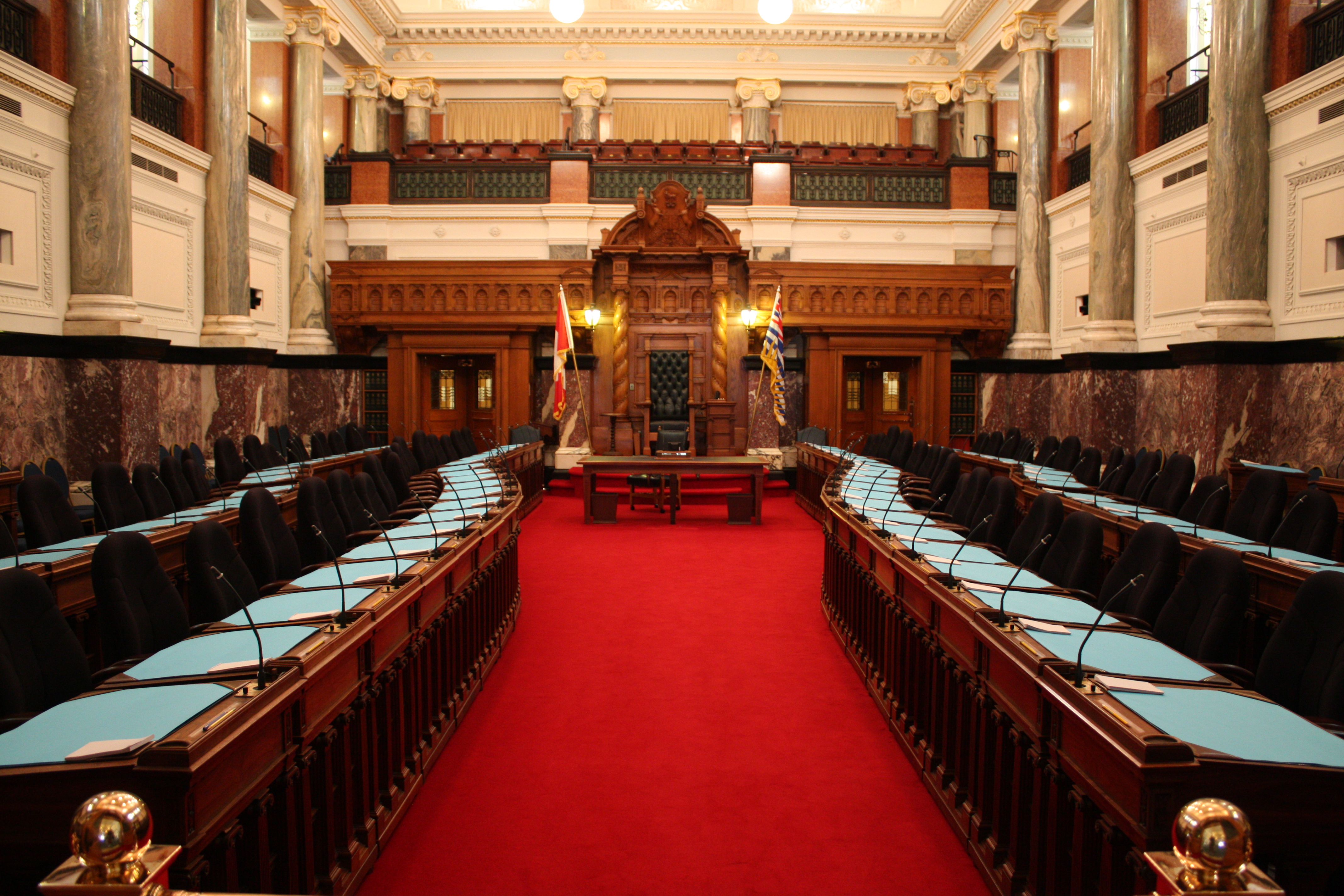
Сесійна зала

Попри низку проблем, зокрема невкладання в бюджет (початкова сума будівництва становила $500 тис., а кінцева підвищилася до $923 тис.), будівлі парламенту Британської Колумбії розпочали функціонування офіційно протягом 1898 року. Елементи будівель (150-метровий фасад з андезиту, центральний та два бокові куполи) мали величезні масштаби.
Через свій успіх згодом Раттенбері отримував багато замовлень у Вікторії та інших містах провінції, зокрема, у 1913—1915 роках він збудував Законодавчу бібліотеку, перший камінь якої заклав принц Артур, герцог Коннот і Стратерн, будівлю The Empress Hotel, критий басейн Crystal Gardens неподалік і Vancouver Court House (нині Ванкуверська художня галерея). Андезит споруди привезено з копалень на острові Гаддінгтон. Граніт, використаний при будівництві, взяли з острова Нелсон, а саме — бухти Джервіс.
Окрім Законодавчих зборів Британської Колумбії, привілей проводити засідання в цих будівлях отримали Молодіжний парламент провінції (з 1924 року, окрім сесій кінця 1940-х — початку 1950-х років) та Модельний парламент університетів Британської Колумбії.
Під час Ігор Співдружності 1994 року на галявинах перед будівлями проводили безкоштовні музичні концерти. Протягом років до площ перед будівлями збиралися люди, зокрема, для протестів (як-от під час кризи солідарності 1983 року) та святкувань (церемонія BC150 у 2008 році).

## Скульптури екстер'єру

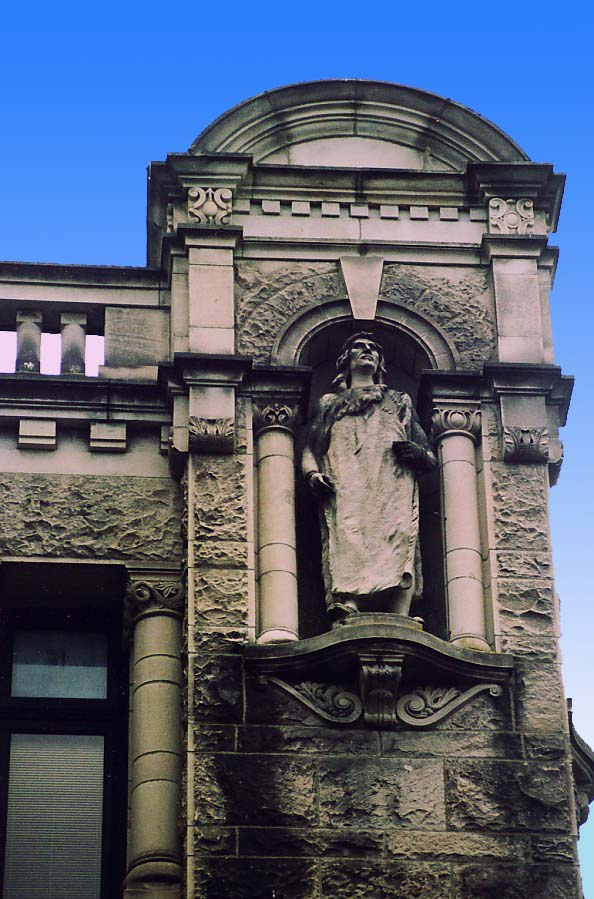
Статуя вождя Макінни

Скульптура на будівлях була розроблена провінційним бібліотекарем Е. О. С. Шолефілдом і виконана Чарлзом Марегою та його помічником Бернардом Карріером. Для екстер'єру бібліотеки Марега виконав 14 скульптур видатних діячів, пов'язаних із Британською Колумбією: вождь Макінна, капітан Джордж Ванкувер, сер Меттью Бейллі Бегбі, сер Джон Маклоглін, сер Джон Себастіан Гелмкен, капітан Джеймс Кук, сер Джеймс Дуглас, сер Френсіс Дрейк, сер Александр Макензі, Сімон Фрейзер, лорд Літтон, сер Ентоні Мазгрейв, Девід Томпсон та Річард Клемент Муді. Карріер звів 12 жіночих фігур, кожна з яких була алегоричною; по 3 скульптури знаходяться навколо кожного з чотирьох куполів будівель.

Перед головним фасадом стоять статуя королеви Вікторії та кенотаф Легіслатури Британської Колумбії, встановлений у пам'ять про жертв Першої, Другої світових, Корейської та Афганської воєн, які походили з провінції. На вершині головного купола будівлі знаходиться статуя Джорджеві Ванкуверу.

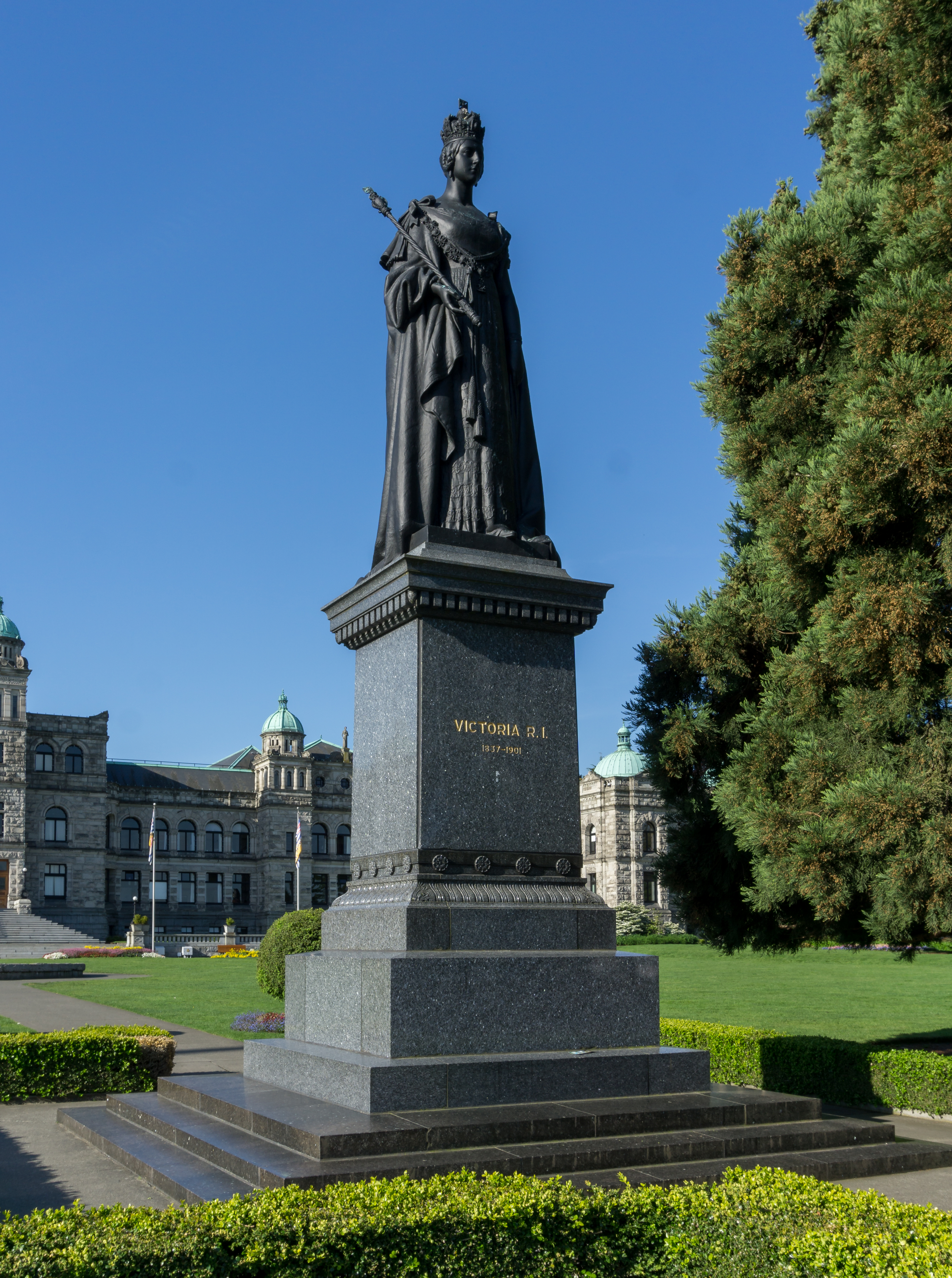
Статуя королеви Вікторії
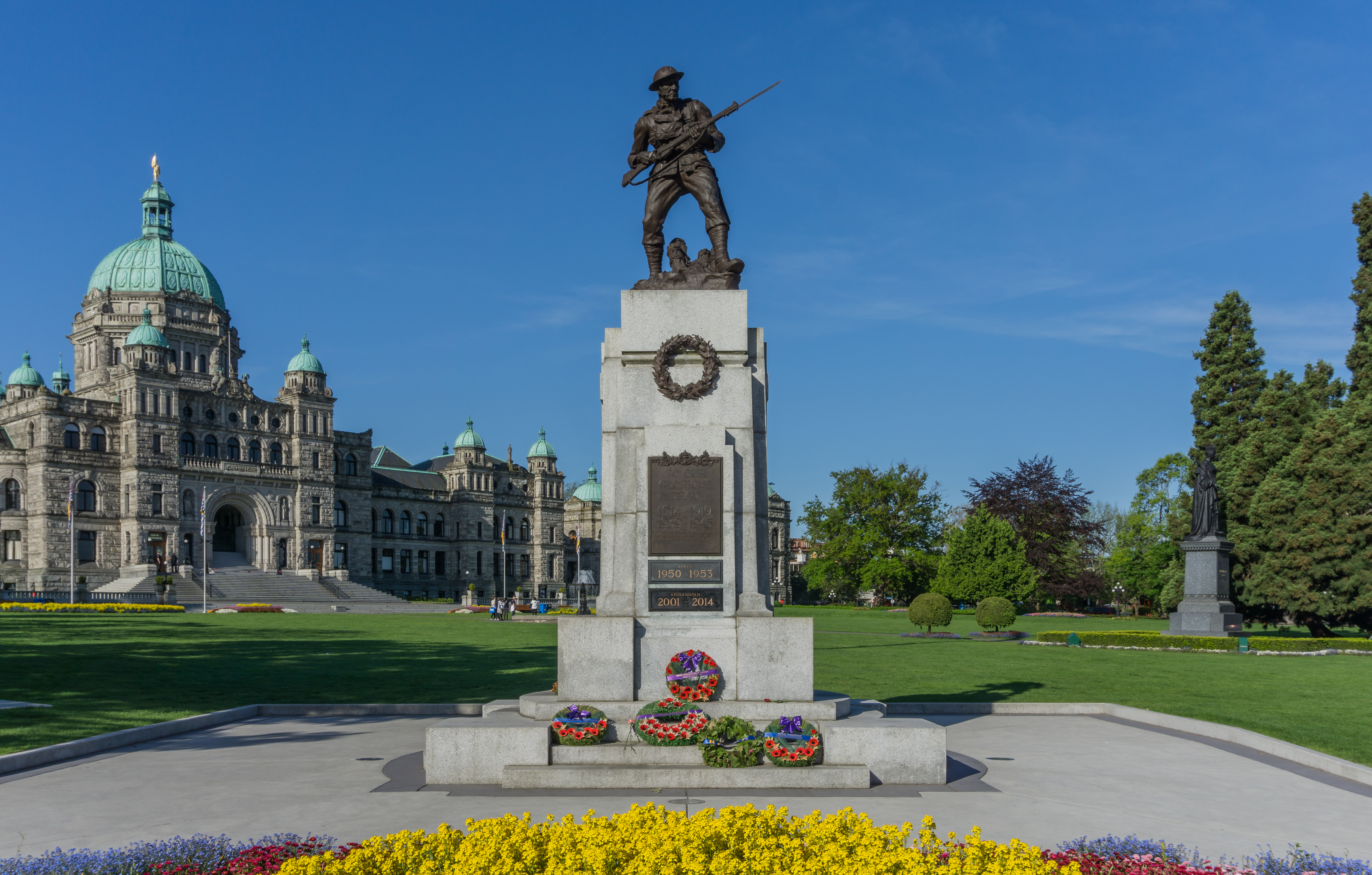
Кенотаф Легіслатури Британської Колумбії
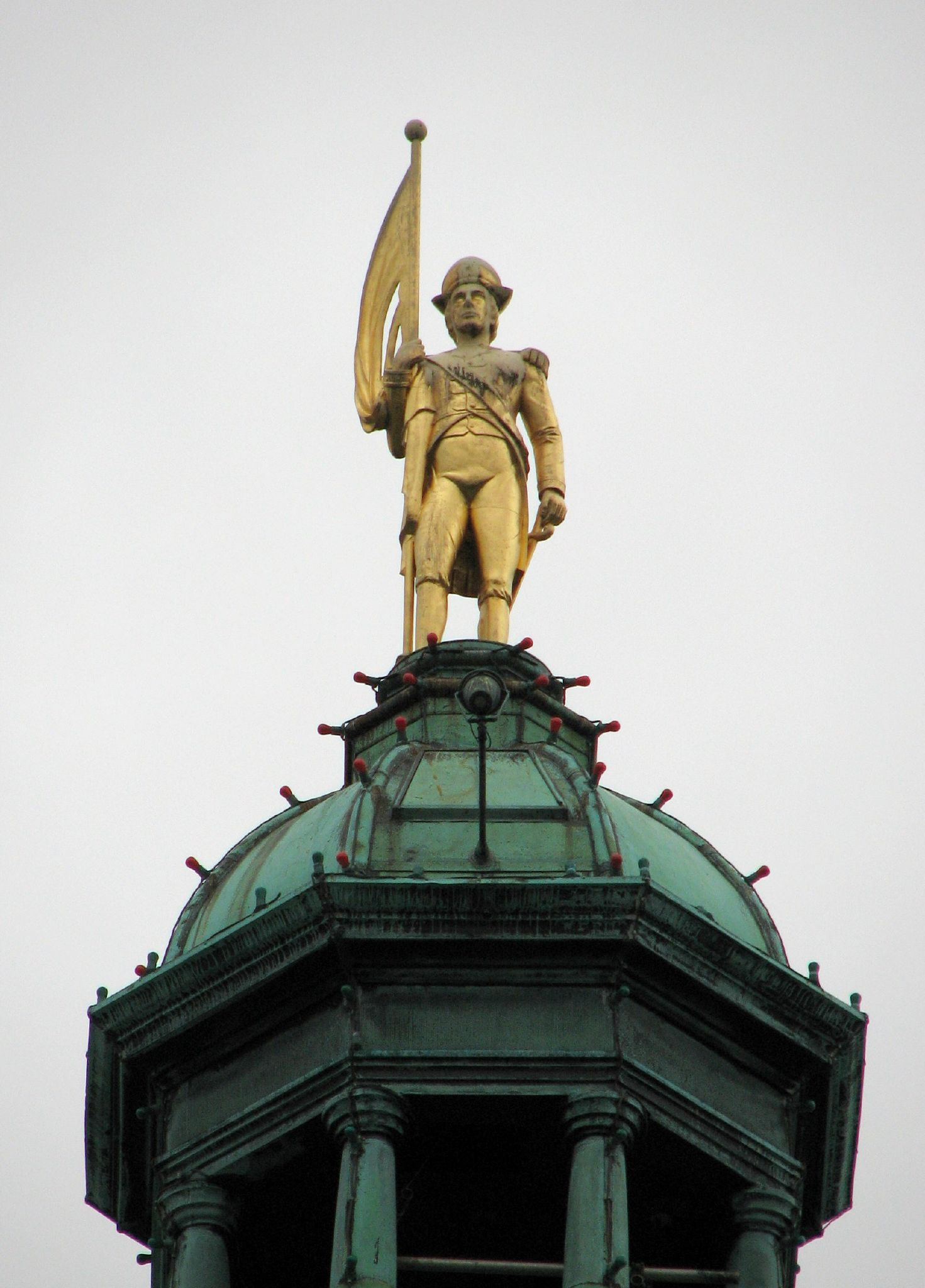
Позолочена фігура Джорджа Ванкувера на вершині головного купола

## Суперечки щодо фресок

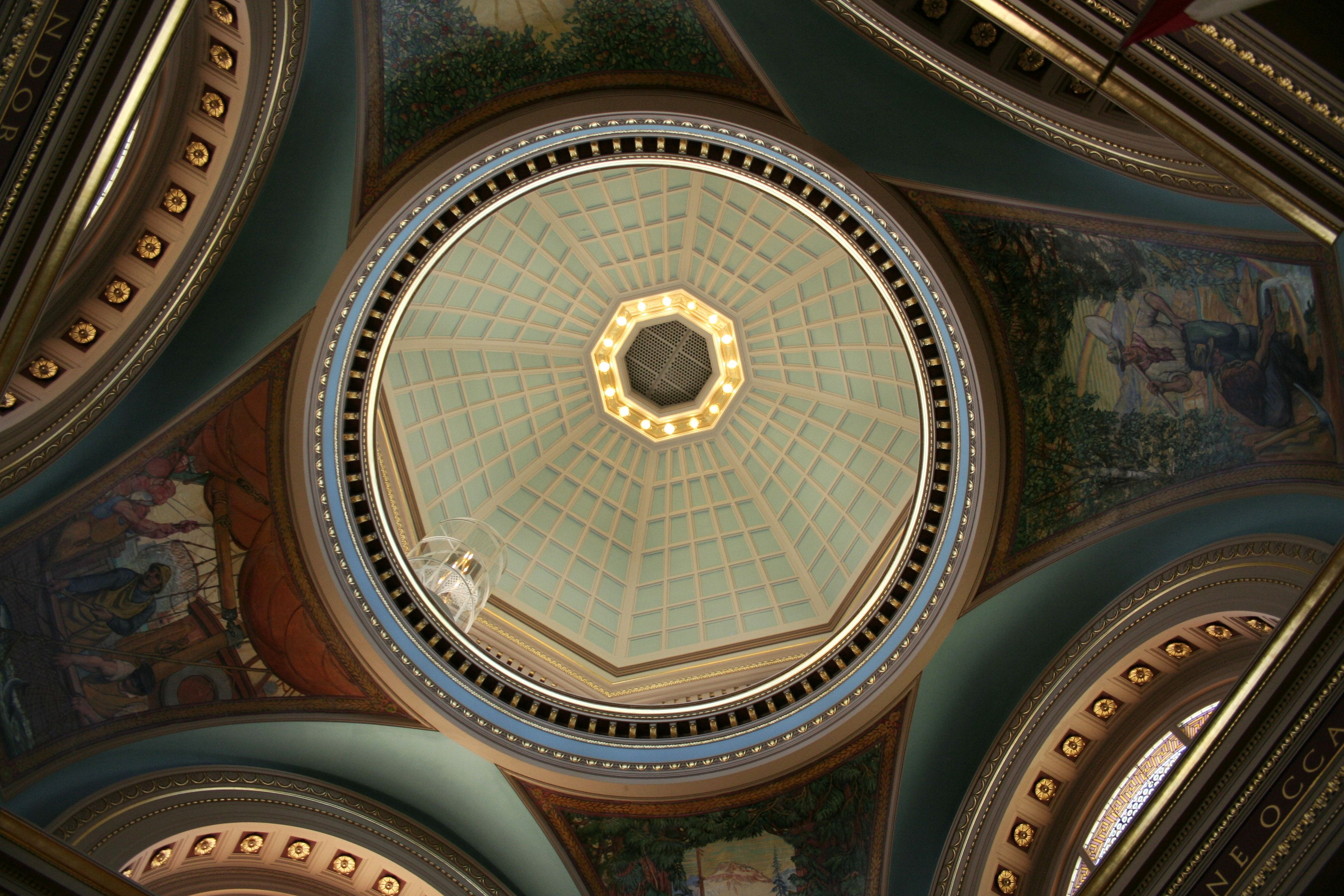
Ротонда будівель парламенту

У 1932 році художнику Джорджеві Саутвеллу було доручено намалювати фрески в ротонді, що відображають сцени з історії Британської Колумбії з 1792 по 1843 роки. Робота була завершена через три роки. Десятиліттями пізніше виникли суперечки щодо зображення аборигенів західного узбережжя на фресках, що в наш час вважається принизливим і рівноцінним культурному привласненню. Одна фреска під назвою «Праця» зображує жінок-аборигенок з оголеними грудьми, які тягають ліс, а білий чоловік спостерігає. В іншій статті під назвою «Справедливість» показано, що вождь аборигенів стоїть перед суддею (як вважається, це Меттью Бейллі Бегбі). Однак дочка Саутвелла стверджувала, що її батько зобразив вождя таким, що стоїть перед іншим суддею, який відстоював права корінних жителів.
У звіті, підготовленому 2001 року на прохання тогочасного уряду Британської Колумбії, очолюваного тоді Новою демократичною партією, рекомендувалося перемістити фрески до музею. Однак, оскільки фрески намальовані на стінах ротонди, вартість їх видалення оцінюється в $ 280 тис. У квітні 2007 року Законодавчі збори проголосували за зняття фресок; тільки 3 депутати із 71 були проти. Після цього фрески заштукатурили.